# John Gast

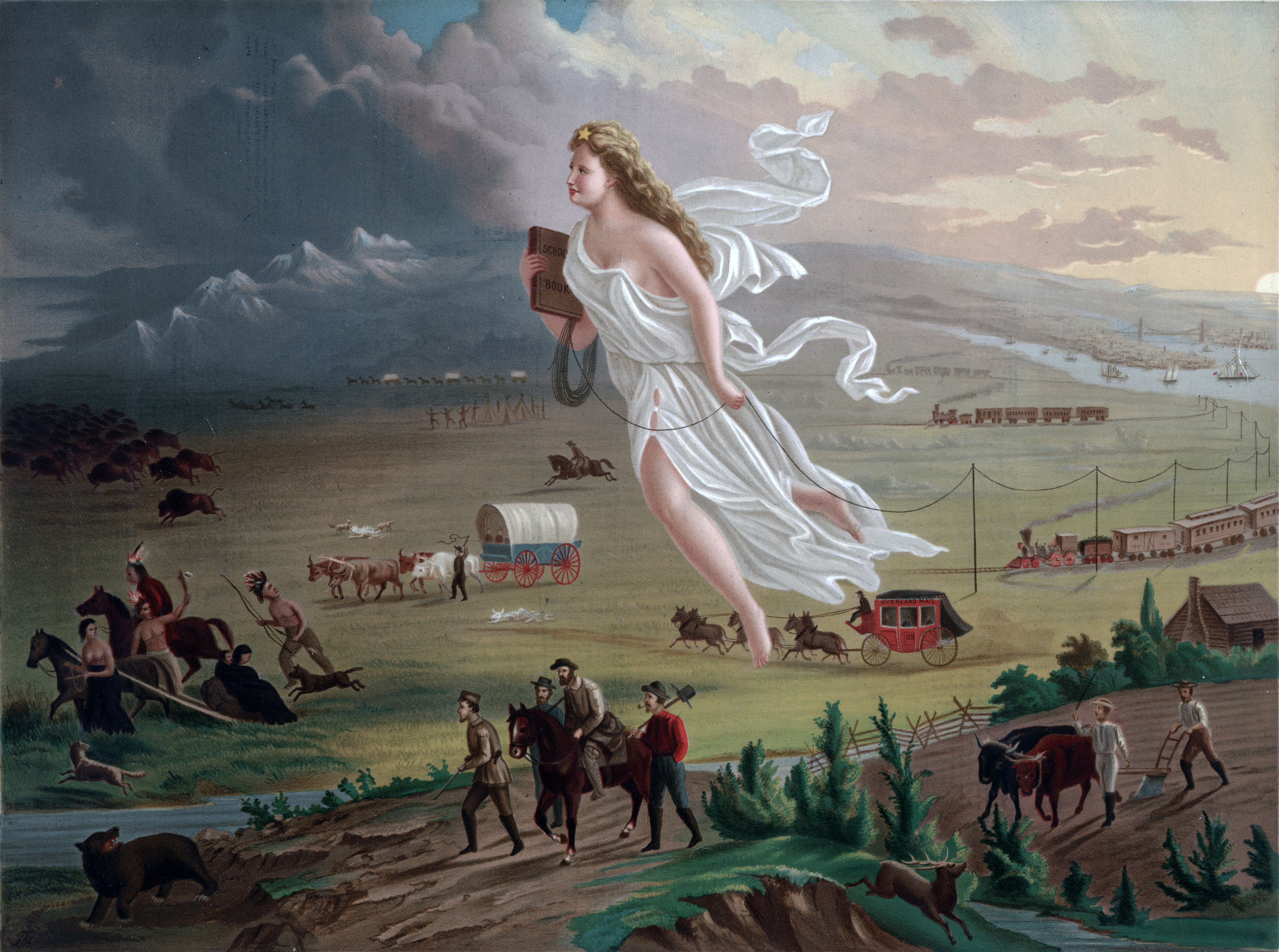
„American Progress“ (Amerikanischer Fortschritt), Gemälde von John Gast, 1872

John Gast  (* 21. Dezember 1842 in Berlin; † 26. Juli 1896 in Brooklyn) war ein US-amerikanischer Maler und Lithograf.

## Leben
Nach Informationen seines am 23. Juli 1867 ausgestellten Passes war sein Vater Leopold Gast ebenfalls als Lithograf tätig und siedelte mit seiner Familie in die Vereinigten Staaten über, als John sechs  Jahre alt war. Während Leopold als Künstler in St. Louis, Missouri nachgewiesen werden kann, arbeitete John den Großteil seines Lebens in Brooklyn, New York, wo er 1875, 1880 und 1890 in den Unterlagen des United States Census belegt ist.
Dank der Biografie, die Leopold Gast 1894 und 1897 verfasste, sind viele Lebensabschnitte seines Sohnes John (alias Hans) gut dokumentiert.

### Kindheit und Auswanderung nach Amerika
John wurde als Sohn des Leopold Heinrich Gast und dessen Ehefrau Bertha Volckmann am 22. Januar 1843 in Berlin in der (Böhmischen) Bethlehemskirche von Pfarrer Gossner auf den Namen „Johannes“ getauft. Von seiner Familie wurde er „Hans“ genannt. Berlin war nur eine Zwischenstation im Berufsleben des Vaters. Die Familie zog schon zwei Jahre nach Johns Geburt nach Halle an der Saale, wo der Vater sich als Lithograf selbständig machte. Dort reiften auch die Pläne für die Auswanderung nach Amerika. Im Revolutionsjahr 1848 schiffte sich die Familie Gast in Bremen nach New Orleans ein. Die Familie ließ sich in St. Louis, Missouri nieder. Der Vater Leopold gründete gemeinsam mit dem Bruder August eine lithografische Firma, aus der sich August aber bald wieder zurückzog. Hans lernte Klavierspielen, das er sehr gut beherrschte, und zeigte schon früh Talent fürs Zeichnen und Malen. Der Vater förderte diese Begabung und setzte große Hoffnungen auf Hans. Er sollte später in der Firma mitarbeiten und sie übernehmen.

### Studien in Deutschland
1860, mit 18 Jahren, begleitete er seinen Vater auf einer Besuchsreise nach Deutschland. Leopold kehrte zurück nach St. Louis, Hans blieb in Deutschland, um an der Berliner Kunstakademie zu studieren. Seine Professoren waren unter anderem Ferdinand Bellermann und Theodor Hosemann, die sich beide auch privat um Hans kümmerten, als er von zuhause wegen des Amerikanischen Bürgerkriegs (1861–1865) keine Unterstützung hatte. Hans gab im Gegenzug Englischunterricht. Zuhause in St. Louis hatten die Eltern große Geldsorgen; der ältere Sohn Paul war als Offizier im Krieg, es fehlte einerseits an Hilfe, andererseits bestand die Gefahr, dass auch Hans bei seiner Heimkehr eingezogen würde. Erst als der Vater Leopold ernsthaft krank wurde, holte man Hans nach 4½ Jahren Abwesenheit im September 1864 zurück nach St. Louis.

### Lehrer in Washington (Missouri)
Hans war hin- und hergerissen zwischen Dankbarkeit und Pflichterfüllung dem Vater gegenüber und seinem Wunsch, Maler zu werden. Da die Auftragslage in St. Louis immer noch schlecht war, war der Vater damit einverstanden, dass Hans als Zeichenlehrer an der Universität und am Mary-Institut Washington (Missouri) Geld verdiente. Ihm fehlten auch immer noch Kenntnisse im lithografischen Bereich. Diese sollte er auf einer weiteren Europareise in Paris erwerben.

### Studien in Paris
Am 24. Juni 1867 reiste er über Boston nach New York; dort wurde er in die New Yorker bzw. Brooklyner Gesellschaft eingeführt. Am 25. Juli 1867 reiste er weiter nach Paris. Das Leben in Paris war für Hans zunächst ernüchternd, er fühlte sich fremd. Anders als in Deutschland, wo er sich auf die Kontakte seines Vaters verlassen konnte, musste er sich hier selber durchschlagen. Er fand bald Arbeit bei einem Chromo-Unternehmen (Ölfarbendruck), den Elsässer Gebrüdern Thürwanger, wurde aber nicht heimisch, klagte in Briefen über Heimweh und bat den Vater, die Studien wenigstens in Berlin fortsetzen zu dürfen. Erst als er durch die Empfehlung seines Vaters mit der Familie Winter (alte Freunde des Vaters) in Paris Kontakt aufnehmen konnte und sich ihm ein gesellschaftliches Leben bot, fühlte er sich heimisch und konnte die Chance, sich fortzubilden, genießen.

### Gründung der eigenen Firma
Im Juni 1868 bat der Vater Hans um die Rückkehr aus Paris. Nach dem Tod seines Geschäftspartners konnte er die Lithografie-Firma nicht allein weiterführen, außerdem mussten die Erben des ehemaligen Partners ausgezahlt werden. Nun setzte der Vater alle Hoffnungen auf Hans, dem er die Firma übergab. Um die Finanzierung zu sichern, musste auch ein neuer Partner gefunden werden. Hans bot seinem Onkel August Gast eine Teilhaberschaft an; aus Leopold Gast & Son wurde die Firma John Gast & Co. Hans Gast fehlten aber immer noch die nötigen Kenntnisse, um als Lithograf arbeiten zu können. Er war durch seine Studien in Berlin und Paris zum Öldruckspezialisten, aber nicht zum Lithografen geworden.
Am 30. September 1869 reiste Hans (John) von St. Louis nach New York, um einen großen Chromolithographie-Ölfarbendruck für den Künstler Thompson auszuführen. Es folgten weitere gut bezahlte Aufträge. Ende 1869 kehrte Hans überraschend nach Hause zurück; er litt an schwerem Gelenk- und Glieder-Rheumatismus. Nachdem dieser überwunden war, verkaufte er seinen Geschäftsanteil an seinen Onkel August. Leopold war sehr enttäuscht von seinem Sohn, auf den er so große Hoffnungen gesetzt hatte. Er beschrieb ihn als hochmütig, leichtfertig und undankbar.

### Hochzeit und Leben in Brooklyn
1870 verlobte sich John in Brooklyn mit der Witwe Augusta Marie Catharine Stohlmann (* 27. Juni 1842). Wahrscheinlich heirateten sie noch 1870. Auguste brachte einen Sohn mit in die Ehe. Obwohl Leopold die Familie seiner Schwiegertochter sehr schätzte und sie selbst nach einem ersten Kennenlernen auch mochte, lehnte er über vier Jahre jeden Kontakt zu seinem Sohn und dessen Frau Auguste ab. John Leopold, der 1876 geborene Sohn von John und Auguste, starb am 3. Juli 1877.
Die Tochter Augusta Marie Catharine (Marie Louise) wurde am 10. August 1879 in Brooklyn geboren. John und seine Frau lebten eher zurückgezogen in der Adelphi Street 297 in Brooklyn. John Gast starb im Juni 1896 im Alter von 54 Jahren.

## Werk
Wenngleich der Großteil von Gasts künstlerischem Werk aus Lithografien besteht, erreichte er internationale Bekanntheit vor allem durch ein Gemälde. 1872 fertigte er im Auftrag des Verlegers George Crofutt ein Ölbild an, dem er zunächst den Namen Westward Ho/Manifest Destiny gab, das aber mittlerweile als American Progress (Amerikanischer Fortschritt) bekannt ist. Das Bild stellt symbolisch überhöht die Besiedlung des amerikanischen Westens in Allegorie zur Manifest Destiny als zivilisatorisch-religiöse Aufgabe der Siedler dar.
Corfutt, der eine Reihe von Reiseführern herausgab, nahm nicht nur einen Druck des Gemäldes in eines seiner Bücher auf, sondern fertigte auch eine vergrößerte Chromolithographie davon für seine Abonnenten an. Dadurch wurde das Gemälde als Druckfassung schnell zur bekanntesten Visualisierung der Manifest Destiny Christopher Schmidt nannte das Gemälde „ein Schlüsselwerk der nationalen Selbstwahrnehmung“ der USA.
In der heutigen Zeit werden die Bildaussagen eher kritisch aufgenommen. So nennt die Historikerin Amy S. Greenberg die Darstellung der Siedler „selbstgefällig und selbstgerecht“, der Soziologe Wulf D. Hund sieht darin „kulturellen Chauvinismus“. Besonders die Darstellung der Indianer Nordamerikas als von der Zivilisation Verdrängten gibt Anlass zur Kritik.
Im Jahr 2000 befand sich das Werk in einer Auswahl von 120 Gemälden und Skulpturen, die im Rahmen der Ausstellung The American West: Out of Myth, Into Reality im Mississippi Museum of Art in Jackson, im Terra Museum of American Art, Chicago, Illinois sowie im Toledo Museum of Art in Ohio gezeigt wurden.